# Alain Bouflet
Pour les articles homonymes, voir Bouflet.
Alain Bouflet, né le 1er mai 1961 à Beauvais, est un footballeur français devenu entraîneur.

## Biographie
Formé à l'INF Vichy (promotion 1981), Alain Bouflet commence sa carrière dans l'équipe du SC Abbeville, club de Division 2, où il reste six ans de 1981 à 1987. Les deux saisons suivantes, il joue pour l'AS Beauvais Oise et FC Montceau Bourgogne, clubs également pensionnaires de D2.
De 1981 à 1989, il joue 130 matchs de Division 2 et marque une quarantaine de buts.
En 1989, Alain Bouflet rejoint l'US Granville, club de CFA2, où il achève sa carrière en 1993. À partir de 1996, il devient l'entraîneur de ce même club, durant sept ans. En 1998, il obtient son Diplôme d’Entraîneur de Football,. 
Ensuite, il entraîne différents clubs de la Manche et du Calvados de Division d'honneur, Division supérieure régionale ou Promotion d'honneur,.
Depuis 2002, il travaille dans un institut médico-éducatif près de Saint-Lô, en tant que aide médico-psychologique.
En 2012, son fils, Benjamin Bouflet intègre l'équipe première de l'US Granville, en CFA2.

## Statistiques
| Saison                | Club                  | Championnat           | Championnat | Championnat | Coupe(s) nationale(s) | Coupe(s) nationale(s) | Total | Total |
| Saison                | Club                  | Division              | M.          | B.          | M.                    | B.                    | M.    | B.    |
| 1981-1982             | SC Abbeville          | Division 2            | 10          | 1           | -                     | -                     | 10    | 1     |
| 1982-1983             | SC Abbeville          | Division 2            | 4           | 2           | -                     | -                     | 4     | 2     |
| 1983-1984             | SC Abbeville          | Division 2            | 11          | 3           | 1                     | 0                     | 12    | 3     |
| 1984-1985             | SC Abbeville          | Division 2            | 17          | 4           | -                     | -                     | 17    | 4     |
| 1985-1986             | SC Abbeville          | Division 2            | 33          | 13          | -                     | -                     | 33    | 13    |
| 1986-1987             | SC Abbeville          | Division 2            | 27          | 13          | -                     | -                     | 27    | 13    |
| Sous-total            | Sous-total            | Sous-total            | 102         | 36          | 1                     | 0                     | 103   | 36    |
| 1987-1988             | AS Beauvais           | Division 2            | 23          | 6           | 1                     | 0                     | 24    | 6     |
| 1988-1989             | FC Montceau           | Division 2            | 5           | 0           | -                     | -                     | 5     | 0     |
| Total sur la carrière | Total sur la carrière | Total sur la carrière | 130         | 42          | 2                     | 0                     | 132   | 42    |